# گفتاردرمانی
گفتاردرمانی یا آسیب‌شناسی گفتار و زبان رشته‌ای از علوم توانبخشی است که توسط یک متخصص بالینی بنام گفتار درمانگر یا آسیب‌شناس گفتار و زبان (SLP) به بررسی، تشخیص و درمان اختلالات ارتباطی، اختلالات درکی، اختلالات صوت و مشکلات بلع می‌پردازد.
یک تصور غلط و رایج این است که گفتار درمانی را شاخه ای از روان‌شناسی می‌دانند که با صحبت کردن با مردم به اصلاح اختلالات رفتاری می‌پردازد. بسیاری این رشته را محدود به اصلاح کردن اختلالات تلفظ می‌دانند (مثلاً فردی که توانایی تلفظ حرف ر را ندارد).
در حقیقت گفتار درمانی با حوزه گسترده‌ای از موضوعات گفتار (تکلم)، زبان، بلع، صوت و ارتباط درگیر می‌شود برخی شامل:
- مشکلات پیداکردن کلمات : می‌تواند تحت تأثیر مشکلات خاص زبان مثل تأخیر زبانی یا تحت تأثیر مشکلات عمومی مثل مشکلات مغزی باشد.
- مشکلات ارتباط اجتماعی : اینکه افراد چگونه افکار و نظرات خود را منتقل کنند.
- نقص ساختاری زبان : مشکلات ساخت جمله، که می‌تواند از نظر معنایی یا دستوری دارای ایراد باشد.
- مشکلات خواندن و نوشتن (سواد) : که وابسته به آوانگاری (ارتباط حروف و صداها) معنایی (ارتباط کلمات و معانی) یا فهمیدن معنا و مفهوم متن‌ها
- مشکلات صوت : صداهای گوش خراش و صداهای خیلی نازکی یا اختلالات صوتی که روی ارتباط اجتماعی فرد تأثیر بگذارد.
- مشکلات ادراکی (مثل ترجمه حافظه عملکرد اجرایی) : در حوزه ای که روی ارتباط فرد تأثیرگذار باشد.

اجزای گفتار :
- آواسازی یا صدا سازی (phonation)
- تشدید یا پیچش صدا (resonance)
- روان بودن صدا (fluency)
- آهنگ صدا (intonation)
- زیروبمی صدا (pitch variance)
- صدا (voice)

اجزای زبان :
- آواشناسی <phonology> (بررسی صداهای)
- ساخت واژه <morphology> (اجزای واژگان)
- نحو <syntax> (ساختار جمله)
- معناشناسی <semantics> (معنای کلمات و جملات)
- کاربردشناسی <pragmatics> (جنبه اجتماعی)

گفتار درمانگران به درمان کودکانی می‌پردازند که در درک و بیان زبان مادری یا استفاده صحیح از گفتار دچار مشکل هستند و نیز بزرگسالانی که به دلیلی، توانایی گفتاری خود را از دست داده‌اند.
این متخصصین در طول دوران تحصیل با آناتومی و فیزیولوژی اندام گفتار و نیز مباحث زبانشناسی و روان‌شناسی آشنا می‌شوند. به همین جهت گفتار درمانی یک رشته بین رشته‌ای به حساب می‌آید.
افرادی که به خدمات گفتار درمانی نیاز دارند، در طیف سنی گسترده‌ای قرار دارند. از نوزاد تازه متولد شدهٔ نارس تا یک فرد ۹۰ ساله ای که پس از سکته مغزی توانایی صحبت کردن را از دست داده‌است. پس فردی می‌تواند گفتاردرمانگر خوب و موفقی باشد که توانایی برقراری ارتباط با افراد در سنین مختلف را داشته باشد.
در موارد زیر مراجعه به یک گفتار درمانگر الزامی است:
1. تأخیر در شروع گفتار در کودکان
2. اشکال در تلفظ اصوات گفتاری
3. عدم برقراری ارتباط کلامی یا غیر کلامی از سوی کودک
4. کم شنوایی یا ناشنوایی
5. اشکال در درک کلام
6. اختلال در بلع
7. در صورت تشخیص بروز هر یک از اختلالات فلج مغزی، اوتیسم، اختلال یادگیری
8. اختلال در صدا
9. به صورت کلی هر اختلالی که در دوران کودکی یا بزرگسالی بر درک یا بیان گفتار ویا کیفیت صدا یا عمل بلع تأثیر منفی بگذارد

## گفتار درمانی در ایران
رشته گفتار درمانی از زیرگروه‌های رشته‌های علوم پزشکی محسوب می‌گردد و فقط در دانشگاه‌های دولتی تدریس می‌شود. پس از مقطع کارشناسی، در مقاطع کارشناسی ارشد و دکتری نیز به‌طور ناپیوسته وجود دارد.
دانش آموزان رشته تجربی می‌توانند در دانشگاه به تحصیل در این رشته بپردازند. دانشگاه‌های (علوم توانبخشی و سلامت اجتماعی، علوم پزشکی تهران، ایران، اصفهان، بابل، تبریز، جندی شاپور اهواز، سمنان، اراک، زاهدان، شیراز، مشهد و همدان) در این رشته دانشجو می‌پذیرند. همچنین امکان ادامه تحصیل تا مقطع دکتری در ایران وجود دارد.
گرایش‌های مرتبط در مقاطع تحصیلات تکمیلی شامل: نوروساینس، روان‌شناسی بالینی، مدیریت توانبخشی، آناتومی، فیزیولوژی، روان‌شناسی کودکان استثنایی و … می‌باشد. در تقویم رسمی ایران اول اردیبهشت ماه روز ملی گفتار درمانی است.

## در چه سنینی نیاز به گفتار درمانی است
مراجعان گفتار درمانی از نوزادان تا سالمندان را شامل می‌شود. کودکانی که در زمان تولد کامل به دنیا نمی‌آیند و به دلایلی نوزادان به صورت نارس است و هچنین آن‌هایی که در زمان تولد نارس بوده‌اند. سکته مغزی می‌تواند افراد را دچار عدم تکلم کند که برای این دسته از افراد نیز گفتار درمانی توصیه می‌شود.
بعد از دو مورد قبلی که نیاز به گفتاردرمانی داشتند یک گروه دیگر که طیف سنی معمولاً کودکانی دچار تأخیر در شروع گفتار، اشکال در تلفظ اصوات گفتاری، لکنت زبان، اشکال در درک کلام، اختلال در صدا، اختلال در بلع و کم شنوایی یا ناشنوایی دارند و همچنین زمانی که عدم برقراری ارتباط کلامی یا غیر کلامی از سوی کودک را شاهد هستیم.
گفتار درمانی در بین کودکانی با مشکلات ADHD، اختلال یادگیری، اوتیسم، فلج مغزی و سایر آسیب‌های مغزی هستند
گفتار درمانگران همچنین به درمان کودکانی می‌پردازند که در فراگیری زبان مادری یا استفاده درست از گفتار دچار مشکل هستند و نیز بزرگسالانی که به دلایلی، توانایی گفتاری خود را از دست داده‌اند یا دچار لکنت زبان هستند، به درمان آن‌ها می‌پردازند.